# 5252 Vikrymov
5252 Vikrymov este un asteroid din centura principală de asteroizi.

## Descriere
5252 Vikrymov este un asteroid din centura principală de asteroizi. A fost descoperit pe 13 august 1985 la Observatorul de Astrofizică din Crimeea de Nikolai Cernîh. El prezintă o orbită caracterizată de o semiaxă mare de 2,37 ua, o excentricitate de 0,15 și o înclinație de 8,6° în raport cu ecliptica.